# London Monarchs
London Monarchs var en klubb från London, England som spelade amerikansk fotboll i NFL Europe. Laget grundades 1991 och spelade till och med säsongen 1998. Sista säsongen kallades laget "England Monarchs", eftersom man spelade sina matcher utspridda på flera städer i England.
Klubbens hemmamatcher 1991 och 1992 spelades på Wembley Stadium. Inför 1995 flyttade man till White Hart Lane, 1997 flyttade man igen, nu till Stamford Bridge och inför sista säsongen 1998 valde man att spela på tre mindre arenor i London (Crystal Palace), Bristol (Ashton Gate) samt Birmingham (Alexander Stadium). 
Laget vann första World Bowl som spelades 1991, genom att vinna över Barcelona Dragons hemma på Wembley Stadium med 21-0, inför mer än 60.000 åskådare. "Monarchs" lyckades aldrig ta sig till slutspel igen under sina sex år i ligan.